# Anna Hertzman
Anna Maj-Britt Hertzman (Trelleborg, 12 agosto 1987) è una cantante svedese.

## Biografia
Anna Hertzman è salita alla ribalta col singolo Fighta, classificatosi 12º nella Sverigetopplistan. Ha in seguito partecipato al programma Talang 2011 e pubblicato quattro album in studio, tra cui quello più recente intitolato Kaos (2019).

## Discografia

### Album in studio
- 2009 – Va fan
- 2012 – Född långt ut
- 2014 – Bromsklossar
- 2019 – Kaos

### Singoli
- 2007 – Fighta
- 2011 – Din röv
- 2011 – Om jag vore du
- 2011 – Palla
- 2011 – Dum dum dum
- 2012 – Alla män
- 2013 – Är det här normalt
- 2014 – Om jag ska dö
- 2014 – Bakfull ångest
- 2017 – Jag missade henne
- 2018 – Livet klär mig inte
- 2018 – Skurups kyrkokör
- 2018 – Smuk dejlig & sweet
- 2019 – Inget att förstå
- 2019 – Kaos